# Mary Odili
Mary Ukaego Odili, née Nzenwa, le 12 mai 1952, Commander de l'Ordre de la République fédérale (Order of the Federal Republic), est une juge Nigériane ; elle est, depuis 1979, mariée à Peter Odili, qui fut le gouverneur de l'État de Rivers de 1999 à 2007. Elle est nommée membre (associate justice) de la Cour Suprême du Nigeria par le président Goodluck Jonathan et elle prête serment devant le président de la Cour Suprême, A. I. Katsina-Alu, le 23 juin 2011.
Elle occupe avant cela plusieurs postes importants, juge à la Haute-Cour de l'État de Rivers (1992-2004), juge à la cour d'appel d'Abuja (2004-2010) et présidente de la cour d'appel de Kaduna (2010-2011). Elle est aussi « Première dame » durant la période où son mari est gouverneur d'État.

## Biographie
Mary Ukaego Nzenwa naît le 12 mai 1952 à Amudi Obizi, Ezinihitte-Mbaise dans l'État d'Imo. Elle est la seconde fille d'Eze Bernard Nzenwa et de Ugoeze Benadette Nzenwa. Son père était avocat au Royaume-Uni en 1959 lorsqu'il est nommé à la direction de la Nigeria Airways. Elle fréquente plusieurs écoles primaires, St Benedict's Primary School, Obizi  Ezinitte, St Michael's Primary School à Umuahia, St Agnes Primary School, Maryland and Our Lady of Apostles Primary School à Yaba près de Lagos. Elle fréquente brièvement l'école secondaire Maryland and Our Lady of Apostles, toujours à Yaba.
Après le déclenchement de la guerre du Biafra en 1967, Ukaego et ses parents se rendent dans le sud-est du pays, l'Igboland. Elle y continue sa scolarité à l'Owerri Girls High School jusqu'à ce que la famille se rende à Mbaise, toujours au sud-est du pays. Elle fréquente l'école secondaire Mbaise Girls Secondary School puis le Queen of the Rosary College à Onitsha.
En 1972 elle obtient son diplôme de fin d'études secondaires, avec le meilleur niveau au regard du West African School Certificate Examination. Elle obtient, la même année, son admission à l'Université du Nigeria, campus d'Enugu, où elle commence des études de droit. Durant sa deuxième année universitaire, elle obtient une bourse avec les scores les plus élevés. Elle rencontre Peter Odili, docteur en médecine, à l'occasion d'une réception, et entame avec lui une relation amoureuse. En 1976 elle est diplômée avec mention et est reconnue comme la meilleure étudiante du département de droit du commerce et de la propriété. Peu après, elle intègre la Nigerian Law School dont elle sort diplômée en 1977, avant d'effectuer son service civil à Benin City et Abeokuta. Dans le même temps elle est stagiaire à Benin City.

## Carrière de juriste et statut de Première dame de l'État de Rivers
Ukaego commence sa carrière juridique en tant que « magistrat grade III » en novembre 1978. Elle épouse Peter Odili en 1979 ; ils ont eu quatre enfants. La famille rejoint Port Harcourt, ville dans laquelle son mari fonde le centre médical Pamo Clinics. De 1980 à 1988, elle est Chief Magistrate Grade I, présidente du tribunal pour enfants, présidente, en 1985, du comité d'enquête sur la catastrophe maritime du Buguma survenue en 1979, participe au conseil de rédaction du comité des anciens élèves de l'université du Nigeria ; elle inaugure la présidence de la fédération des femmes juristes de l'État de Rivers et est secrétaire de la fédération nigériane d'horticulture. Avec son soutien, Peter Odili entre en politique et devient responsable de la délégation de l'État de Rivers à l'assemblée constituante. En 1992, alors qu'elle est juge à la Haute-Cour, son mari devient gouverneur-adjoint de l'État de Rivers. En 1999, à la suite de l'élection de ce dernier au poste de gouverneur de l'État de Rivers, elle devient, jusqu'au 29 mai 2007, Première dame du-dit État.

## Cour suprême
Elle dirige ensuite la cour d'appel de la juridiction d'Abuja et préside la cour de justice et cour d'appel de la juridiction de Kaduna. Le 3 mai 2011, le président Goodluck Jonathan la nomme, avec deux autres, à la Cour suprême. Elle représente la zone Sud-Est du pays sur les bancs de la cour. Dans une lettre au Sénat, le président explique que ces nominations ont été rendues nécessaires du fait du départ à la retraite des juges Niki Tobi, I.F. Ogbuagu, J.O. Ogebe et G. A. Oguntade. Elle prête serment le 23 juin 2011.